# Kölner Studien zur Archäologie der römischen Provinzen
Kölner Studien zur Archäologie der römischen Provinzen (Abkürzung: KASARP) ist eine Fachbuchreihe auf dem Gebiet der Provinzialrömischen Archäologie.
Die Kölner Studien zur Archäologie der römischen Provinzen werden von den Fachvertretern der Archäologie der römischen Provinzen am Archäologischen Institut der Universität zu Köln herausgegeben, persönlich sind das derzeit Thomas Fischer und seit seiner Berufung 2016 ab Band 12 (2018) als Fischers Nachfolger nach Köln Eckhard Deschler-Erb. Die Reihe erscheint im Verlag Marie Leidorf in Rahden/Westf. (Band 1 Buch am Erlbach, Band 2 & 3 Espelkamp). Die Mehrzahl der erschienenen Bände sind Hochschulschriften, mehrheitlich Dissertationen aus dem Fachbereich der Universität zu Köln. Viele der Bände sind wichtige Teilstudien über Fundgattungen, Aufarbeitungen archäologischer Grabungen oder Materialvorlagen.
- Band: Bandnummer
- Jahr: Publikationsjahr
- Titel: Titel wenn möglich mit allen Untertiteln
- Autor: verantwortliche Personen
- Form bezeichnet die Art der Publikation:
  - D: Dissertation
  - M: Magisterarbeit
  - S: Monografie
- Anmerkung: wichtige Bemerkungen, die nicht durch die anderen Punkte abgedeckt sind
- ISB-Nummer: ISB-Nummer, vor der Einführung der 13-stelligen Nummern immer die zehnstelligen, seitdem immer die 13-stelligen, selbst wenn es für die jeweiligen Bände beide gibt; die Angabe von zwei Nummern bezieht sich auf verschiedene ISB-Nummern aufgrund verschiedener Publikationsarten, etwa als Hard- oder Softcoverausgaben beziehungsweise Buchhandels- und Museumsausgaben.

| Band | Jahr | Titel | Autor                         | Form | Anmerkung                                                                     | ISBN                   |
| ---- | ---- | --- | ----------------------------- | ---- | ----------------------------------------------------------------------------- | ---------------------- |
| 01   | 1993 | Studien zu römischen Bronzegefäßen mit Meisterstempeln. | Richard Petrovszky            | D    | Dissertation LMU München 1989                                                 | ISBN 3-924734-12-7     |
| 02   | 1996 | Mediterrane Feinkeramikimporte des 2. bis 7. Jahrhunderts n. Chr. im oberen Adriaraum und in Slowenien.                                                                                       | Philipp M. Pröttel            | D    | Dissertation LMU München 1992                                                 | ISBN 3-89646-130-3     |
| 03   | 1996 | Die römischen Bogenmonumente der Gallia Narbonensis in ihrem urbanen Kontext. | Annette Küpper-Böhm           | D    | Dissertation Köln 1992; Rezension                                             | ISBN 3-89646-131-1     |
| 04   | 2000 | Studien zu römischen Dolchscheiden des 1. Jahrhunderts n. Chr. Archäologische Zeugnisse und bildliche Überlieferung.                                                                          | Jürgen Obmann                 | M    | Magisterarbeit Köln 1990; Rezension                                           | ISBN 3-89646-132-X     |
| 05   | 2001 | Grabsteine mit Porträt in Augusta Emerita (Lusitania). Zur Rezeption stadtrömischer Sepulkralkunst in einer Provinzhauptstadt. Mit einem ausführlichen Anhang zu den Emeritenser Grabaltären. | Ursula Vedder                 | S    |                                                                               | ISBN 3-89646-133-8     |
| 06   | 2002 | Tempel- und Theaterbauten in den Tres Galliae und den germanischen Provinzen. Ausgewählte Aspekte.                                                                                            | Thomas Lobüscher              | D    | Dissertation Köln 1999                                                        | ISBN 3-89646-134-6     |
| 07   | 2005 | Die Wirtschaftsstrukturen im südlichen Niedergermanien. Untersuchungen zur Entwicklung eines Wirtschaftsraumes an der Peripherie des Imperium Romanum.                                        | Peter Rothenhöfer             | D    | Dissertation Köln 2004; Rezension                                             | ISBN 978-3-89646-135-3 |
| 08   | 2007 | Studien zur römischen Schwertbewaffnung in der Kaiserzeit | Christian Miks                | D    | Dissertation Köln 2004; Band 1: Text; Band 2: Katalog und Tafeln; Rezensionen | ISBN 3-89646-136-2     |
| 09   | 2007 | Die Terra Sigillata im römischen Flottenlager an der Alteburg in Köln. Das Fundmaterial der Ausgrabung 1998.                                                                                  | Antje Düerkop, Pia Eschbaumer | D/S  | teilweise Dissertation Köln 2006 von Antje Düerkop; Rezension                 | ISBN 978-3-89646-137-7 |
| 10   | 2008 | Römische Schilde. Studien zu Funden und bildlichen Überlieferungen vom Ende der Republik bis in die späte Kaiserzeit.                                                                         | Ansgar Nabbefeld              | D    | Dissertation Köln 2007; Rezension                                             | ISBN 978-3-89646-138-4 |
| 11   | 2012 | Die römischen Nekropolen des vicus Mönchengladbach Rheydt-Mülfort. | Christina Erkelenz            | D    | Dissertation Köln 2009; Rezension                                             | ISBN 978-3-89646-137-7 |
| 12   | 2015 | Studien zu Paraderüstungsteilen und anderen verzierten Waffen der Römischen Kaiserzeit. | Jennifer Schamper             | D    | Dissertation Köln 2014; Rezension                                             | ISBN 978-3-89646-140-7 |
| 13   | 2018 | Civitas Mattiacorum. Forschungen zur römerzeitlichen Besiedlung im Wiesbadener Raum. | Anne Wieland                  | D    | Dissertation Köln 2009                                                        | ISBN 978-3-89646-141-4 |